# Antonio Belart Jardí
Antonio Belart Jardí (Gandesa, Terra Alta, 1957) és un director artístic català.
Als 10 anys deixà Gandesa per començar la seva formació en el món del cinema i el teatre, concretament a la direcció artística, el figurinisme i la direcció de producció d'obres de teatre, pel·lícules i sèries de televisió. Va començar la seva carrera a la dècada del 1980 encarregant-se del vestuari de diferents muntatges teatrals treballant a les ordres d'Albert Boadella, Mario Gas, Rafael Amargo i Vicky Peña. Quan a la televisió, va fer el disseny de vestuari de la sèrie de TVE, Makinavaja (1995), protagonitzada per l'actor Pepe Rubianes. Pel que fa al cinema, s'ha encarregat del disseny de vestuari de diferents produccions des de 1995, com Lisístrata (2002), dirigida per Francesc Bellmunt. En un retorn als orígens els anys 2014 i 2015 s'ha encarregat de dirigir El casament reial de Gandesa 1319, conegut com la Farsa de Gandesa.

## Premis
- Premi MAX al millor figurinista 2001 per A little night music[5]
- Premi Butaca al millor vestuari 2002 per La mare coratge[6]
- Premi MAX al millor figurinista 2007 per Black el payaso[5]
- Finalista del premi MAX al millor figurinista 2008 per Ascenso y caída de la ciudad de Mahagonny[5]
- Finalista del premi MAX al millor figurinista 2010 per Mort d'un viatjant[5]
- Finalista del premi MAX al millor figurinista 2012 per Un tranvía llamado deseo[5]
- Premi Gaudí a la millor direcció artística 2012 per The Frost (El gebre)[7]
- Finalista del premi Gaudí al millor vestuari 2012 per The Frost (El gebre)[7]
- Premi Ceres de teatre al millor vestuari i caracterització 2012 per Follies exaequo amb Antoñita vídua de Ruiz.[8]
- Premi MAX al millor figurinista 2013 per Follies[5]